# Мухинское муниципальное образование
Мухинское муниципальное образование — муниципальное образование со статусом сельского поселения в 
Чунском районе Иркутской области России. Административный центр — поселок Мухино.

## Демография
По результатам Всероссийской переписи населения 2010 года 
численность населения муниципального образования составила 334 человека, в том числе 169 мужчин и 165 женщин.

## Населённые пункты
В состав муниципального образования входят населённые пункты
- Мухино
- Баер
- Приудинск[2]